# クリーンルーム

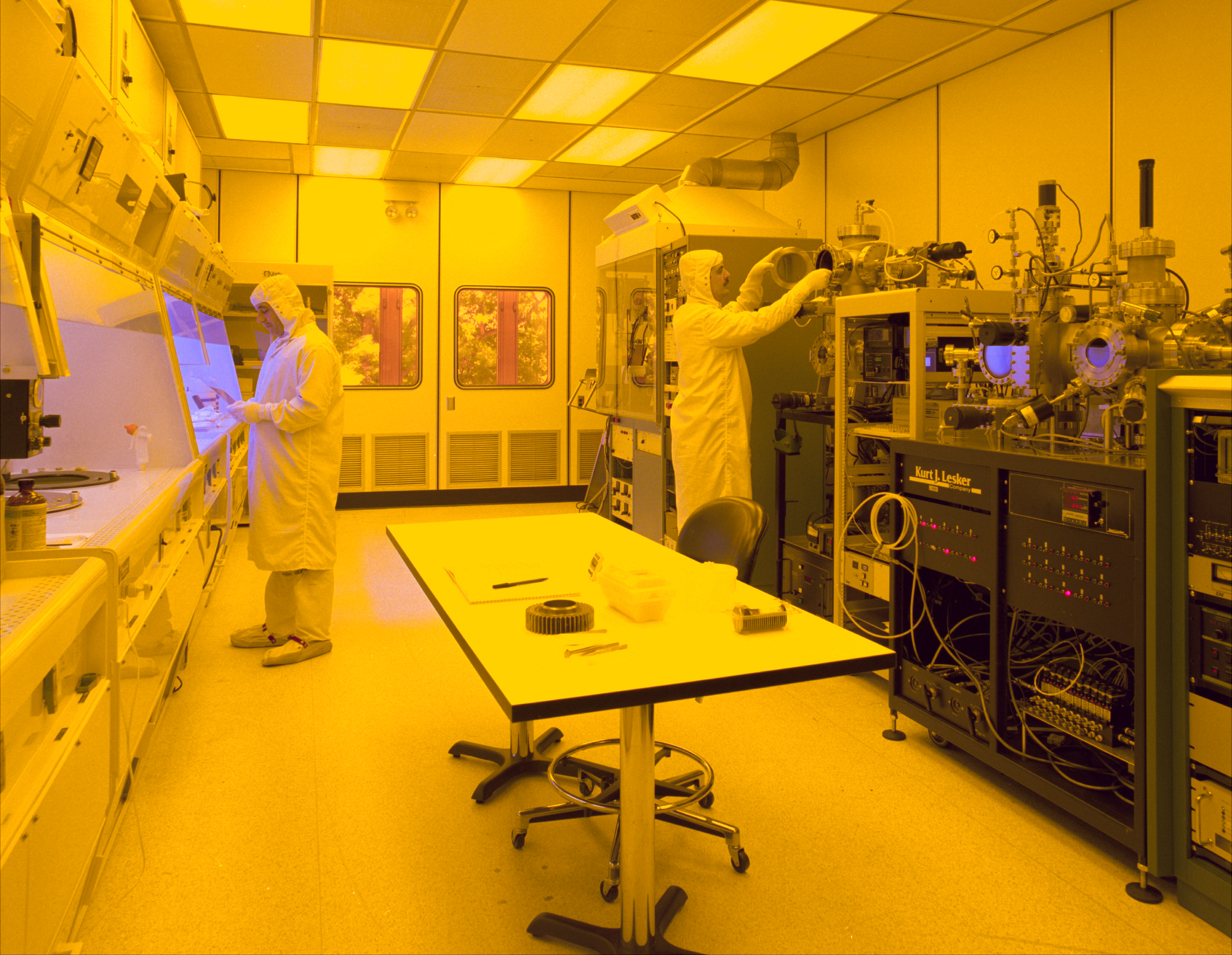
クリーンルーム内部
（写真中の黄色の照明はクリーンルームとしての機能とは無関係）

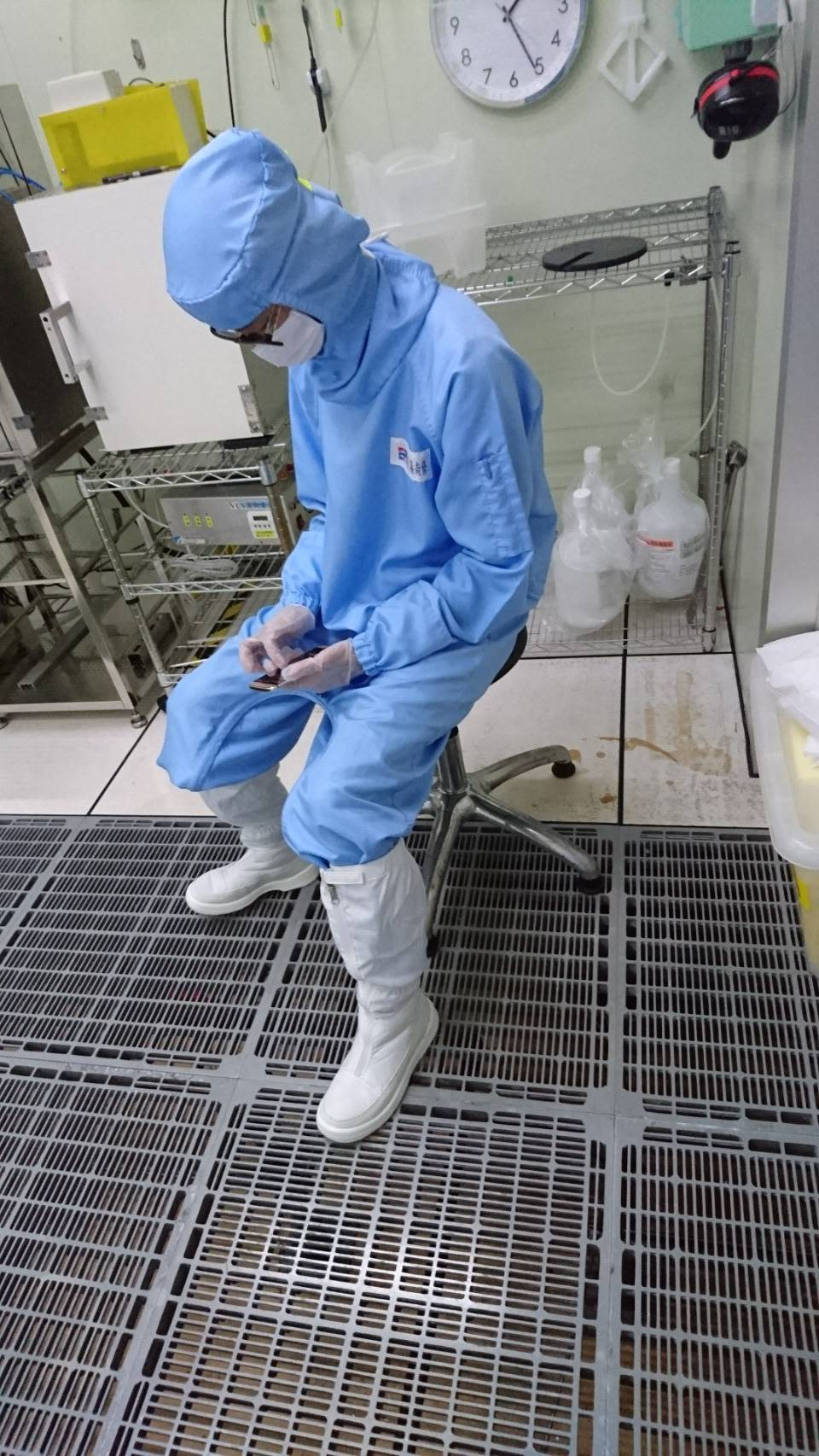
クリーンルームで使用される保護衣の代表例の1つ。床がグレーチング構造で階下に気流が透過する点も注目点である。

クリーンルーム (clean room) とは、空気清浄度が確保された部屋のことである。防塵室（ぼうじんしつ）ともいう。
電子工学、生命科学・医療、食品産業などでそれぞれに要求仕様があり、それに応じたクリーンルームの態様がある。
JIS Z 8122では、
コンタミネーションコントロールが行われている限られた空間であって、空気中における浮遊微小粒子、浮遊微生物が限定されて清浄度レベル以下に管理され、また、その空間に供給される材料、薬品、水などについても要求される清浄度が保持され、必要に応じて温度、湿度、圧力などの環境条件についても管理が行われている空間
と定められている。

## 用途と種類

### 工業用クリーンルーム

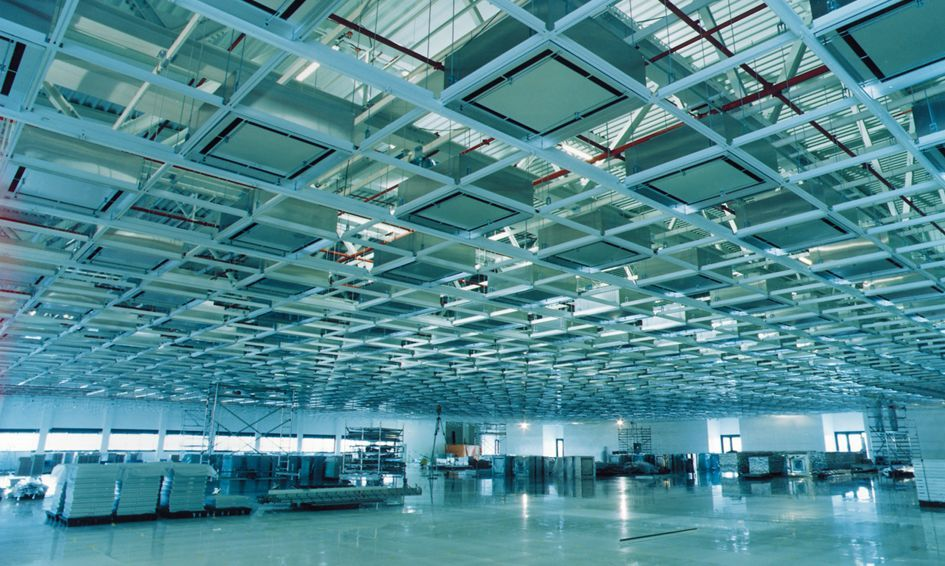
建設中の半導体製造工場用クリーンルーム

電子工業用途で半導体集積回路、液晶パネル、プラズマパネル、マイクロマシンなどの製造工場においては必須となっている。これは集積回路の焼き付け工程において、塵埃が隣接する回路との短絡、あるいは欠損を引き起こして不良が発生するため、清浄空間での作業が必要とされるからである。そのほか、精密機械などの製造工場がクリーンルームとなっていることがある。このような工業品の製造工程で用いられるクリーンルームを、工業用クリーンルーム (industrial clean room, ICR) という。

### バイオクリーンルーム
主としてバイオテクノロジーの分野で用いられるクリーンルームをバイオクリーンルーム (biological clean room, BCR) という。主に空気中の浮遊微生物の管理が重要となる。

#### 生命科学・医療用途
手術室、医薬品や化粧品の製造所（の一部）、滅菌医療機器の製造所や滅菌室などがクリーンルーム化されている。塵埃を排除すれば細菌類も排除できるため、手術室などを清浄化すれば細菌に起因する汚染を予防できるという考え方に基づいている。
空中浮遊菌数と空気清浄度の5.0 µm 以上の粒子数はおよそ比例傾向（絶対評価ではない）にあることが多いため、クリーンルームとして空気中の浮遊微粒子数を制御している。ただし、細菌類は単純に空気清浄度のみ制御すれば抑制できるものではなく、定期的な殺菌消毒やクリーンルームの運営方法、人員の入退室方法を適切に管理する必要がある。

#### 食品用途
細菌を含め、異物や虫などの混入が許されない環境で食品製造をおこなうことが品質確保の面で必要な場合に、調理場や製造ラインをクリーンルーム化する場合がある。

### ハザード
室内の空気清浄度を管理するクリーンルームとは直接関係しないが、放射性物質の取り扱いや遺伝子組み換え実験などで、有害物質が外部に持ち出されることのないよう、建屋の遮蔽と排気の塵埃、排水・廃棄物の有害物質を除去する設備が要求される場合がある。管理物質（汚染物質）を封じ込めて外部に拡散しないという点で、基本的にクリーンルームと構造上同様の設備を吸排気・給排水に関して逆向きに設置することとなる。生物的な用途ではバイオハザードルームと呼ばれたりする。

## 構造

### 給排気システム
空気中の塵埃を除去するため、建屋内で閉鎖された構造の区画に超高性能エアフィルタ（HEPAやULPAなど）を通じて空気を送り込み、排気経路から流出する空気を建屋外に排気または建屋内で循環させる給排気システムを備えている。給排気システムは用途に応じて気流の制御がおこなわれ、一方向流式と非一方向流式がある。
一方向流
押出形式ともいう。気流が部屋全体で一定の方向に流れていく気流の方式。塵埃は気流に沿って押し出されるように除去され、レベルの高い清浄度が得られる。さらに、天井吹き出しで床面一体の吸い込みの垂直流と、壁面吹き出しの逆壁面の吸い込みの水平流に分類される。層流と呼ばれることもあるが、流体力学などで用いられる層流とは意味が異なる。
非一方向流
混合形式ともいう。気流が部屋の中で複雑に流れていく気流方式。塵埃はCR内で清浄空気によって希釈される形で排除される。換気風量は必要な清浄度と換気回数（換気風量を室内容積で割った値）によって決められる。一方向流方式と比べて清浄度は低いが、コストの点でメリットがあるため、広く用いられる。
|  |  |

この図のほか、作業室の床をグレーチング構造にして気流を階下に透過させる建屋構造が用いられることがある。電子工業用途での採用が多い。
給排気システムでは室内の圧力管理もおこない、外部からの塵埃の流入を防止するため、室内気圧を外気圧より5 - 10 Pa程度は大きくし、陽圧とする。ただし、ハザード用途の場合は室内気圧を外気圧より若干下げ、陰圧とする。
冷暖房も必要となり、特に電子工業用途では露光装置の寸法精度を確保するため、温度・湿度の管理が必要不可欠となる。

### 建屋
クリーンルームでは内部での塵埃の堆積防止、清掃の容易性、フィルタ交換の維持管理の容易性など、建屋の構造にも考慮が必要である。
給排気システムが一方向の垂直流式では、作業室床がダウンフローの気流を透過するグレーチング構造にし、作業室下の階下に塵埃を落下させる構造が採用されることがある。
天井の給排気装置のメンテナンス用に、天井裏は十分な高さが用意されることが多い。
また、特に清浄を要求される小さな領域をビニールカーテンなどで覆って清浄度を上げる工夫もおこなわれる。
外部との入退室には、2つの扉の間に清浄空気によるエアシャワー設備を置いた二重扉の出入口を設ける。
更衣や材料の準備などをおこなうために前室が設けられることがある。火災などの発生時には、非常口が設けられている場合もある。

## 運用

### 原則
清浄空間を作り、維持するための条件として以下の原則が挙げられる。
1. 微粒子を持ち込まない。
2. 微粒子を発生させない。
3. 発生した微粒子を速やかに排除する。
4. 微粒子を堆積させない。

### 入退出
人間は衣服や人体そのものから大量の塵埃を発生させるので、全身を覆う専用のクリーンウェア（防塵服・無塵服）やマスクを着装し、二重扉の出入口で清浄空気のエアシャワーを浴びて塵埃を落としてから入室する。出入口の床には粘着マットが敷かれ、靴底や装置下面の塵埃を除去する。物品の搬入もドアの開閉時の外気からの塵埃流入を防ぐため、パスボックスを用いて二重扉の間でやり取りする。

### 用具
CR内では塵埃の発生は禁忌であるため、使用できる用具には特殊なものがある。
紙はわずかな繊維も塵埃となるため、発塵を抑えたクリーンペーパー（無塵紙）を使用する。
また、鉛筆やシャープペンシルも芯から発塵するために使用不可であり、持ち込みが禁止される場合が多い。ボールペンもノック式ではなくキャップ式を用いることがある。
清掃も、水道水や洗剤を用いると水分蒸発後の残留成分が塵埃となるため、テフロンワイプを超純水やエタノールで湿らせて拭き取ることが多い。防塵服の洗濯は専用の洗剤を用い、ほかのものと分けた防塵服専用の洗濯機でおこなう。

## 空気清浄度
どの程度の塵埃を許容するかの指標として、1立方フィートあたりの空気に、粒径0.5 µm（マイクロメートル）以上の塵埃（粒子個数）がいくつあるかの数字で表すことが多い。

### 米国連邦空気清浄度基準 209E（2001年11月廃止）
| クラス  | 最大空中塵埃数/立方フィート | 最大空中塵埃数/立方フィート | 最大空中塵埃数/立方フィート | 最大空中塵埃数/立方フィート | 最大空中塵埃数/立方フィート | ISOレベル 基準値相当 |
| クラス  | ≥0.1 µm                     | ≥0.2 µm                     | ≥0.3 µm                     | ≥0.5 µm                     | ≥5 µm                       | ISOレベル 基準値相当 |
| 1       | 35                          | 7.5                         | 3                           | 1                           | 0.007                       | ISO 3                |
| 10      | 350                         | 75                          | 30                          | 10                          | 0.07                        | ISO 4                |
| 100     | 3,500                       | 750                         | 300                         | 100                         | 0.7                         | ISO 5                |
| 1,000   | 35,000                      | 7,500                       | 3000                        | 1,000                       | 7                           | ISO 6                |
| 10,000  | 350,000                     | 75,000                      | 30,000                      | 10,000                      | 70                          | ISO 7                |
| 100,000 | 3.5×106                     | 750,000                     | 300,000                     | 100,000                     | 700                         | ISO 8                |

### ISO基準 14644-1（JIS 準拠）
医療、食品関連のCRであれば0.5 µm以上の粒子を対象とし、産業用は0.5 - 0.1 µm以上の粒子を対象にすることが多い。
通常の（CR内でない）晴天時の外気はクラス1,000,000程度に相当する（雨天時などは極端に粒子個数は低下し、600,000 - 200,000個/cf程度まで低下する。また、市街地であるか山間部であるかによっても大きく個数濃度は異なる。）。
クラス100といえば、100個/cfしかないので、病院のクリーンルームであればバイオクリーンルーム (BCR) と呼ばれ、産業用CRの場合はクラス1、スーパークリーンルームなどと呼ばれる。もちろん、それ以上の大きな塵埃はゼロに近くなくてはならない。
最近は塵埃量に加え、ガス成分、静電気、電磁波なども管理の対象となることがあり、医療、食品産業用の場合は浮遊微生物（一般細菌、大腸菌、カビ）も対象となる。

## 資格
クリーンルーム内での作業や取扱・管理業務には、規模・用途に応じた資格とされることがある。
特に半導体プロセスでは、材料ガスとして常温常圧で自然発火するシラン、ホスフィンのほか、水素や高純度酸素などが用いられるため、火災・爆発には注意が必要である。
また、これらのほかにも不活性ガスの窒素やアルゴンなども用いられ、すべてのガス類がすべて低温の液体として保存されるため、高圧ガスの取り扱いに関する注意が必要である。そのほか、洗浄工程や加工工程では強酸や強アルカリを使用することから、これらも注意が必要である。
- 有機溶剤作業主任者
- 特殊化学設備作業者
- 特定化学物質作業主任者
- 毒物劇物取扱責任者
- 特定高圧ガス取扱主任者
- 乾燥設備作業主任者
- 送気調節係員
- 放射線取扱主任者
- エックス線作業主任者